# Das EFX
Das EFX är en hiphopgrupp som grundades 1988 i USA. Medlemmarna i gruppen är Skoob och Dray (Drayzy). Das EFX tillhörde de mest framgångsrika rappgrupperna i början på 1990-talet. Das EFX blev kända för sitt speciella "flow", där de ofta avrundade meningarna med "igitty". Das EFX två första album hyllades av kritiker och sålde mycket bra, men efter 1999 har Das EFX sakta försvunnit från den stora hiphop-scenen. Das EFX besökte Norrköping i början på 2008, vilket hiphop-tidningen Kingsize noterade.